# 赤い波止場
『赤い波止場』（あかいはとば）は、1958年に日活によって制作、公開された日本映画。舛田利雄監督、石原裕次郎主演。神戸をロケ地として撮影された。監督を務めた舛田は、ジャン・ギャバン主演映画『望郷』をイメージして製作した。

## あらすじ
東京でヤクザ5人を屠って神戸の松山組に身を寄せていた富永二郎は、神戸港で麻薬取引のいざこざからレストラン店主の杉田が事故死に偽装される現場に居合わせる。その後二郎は偶然知り合った杉田の妹、圭子に惹かれていった。
二郎が以前所属していた東京藤田組の勝又は代替わりの混乱に邪魔者である二郎の抹殺を画策、神戸に乗り込むが逆に二郎は勝又を殺害、さらに松山組の組長らをも射殺し、香港へ逃亡する手筈を整えた。二郎の逮捕を目論む野呂刑事は圭子を囮に二郎を誘き出す。策略に乗って姿を現した二郎は圭子の無事を確認すると彼女の幸せを願いつつ素直に警察の軍門に下った。

## 出演者
- 富永二郎 - 石原裕次郎[4]
- 杉田圭子 - 北原三枝[4]
- ママ - 轟夕起子[4]
- 野呂刑事 - 大坂志郎[4]
- タア坊 - 岡田真澄[4]
- マミー - 中原早苗[4]
- 勝又 - 二谷英明
- 白石 - 柳沢真一
- 松山 - 二本柳寛
- 美津子 - 清水マリ子
- 田辺 - 山田禅二
- 土田 - 土方弘
- とっつぁん - 深見泰三
- 長谷川刑事部長 - 天草四郎
- 福州飯店の主人 - 井東柳晴
- 杉田 - 宮崎準
- 房子 - 新井麗子
- 高木刑事 - 衣笠一夫
- 安田刑事 - 小泉郁之助

## スタッフ
- 監督：舛田利雄[4]
- 企画：水の江滝子[4]
- 脚本：池田一朗[4]、舛田利雄[4]
- 音楽：鏑木創
- 撮影：姫田真佐久
- 美術：木村威夫[4]
- 編集：辻井正則
- 録音：宮永晋[4]
- 照明：岩木保夫
- 助監督：山内亮一
- 制作主任：笹井英男

## 主題歌
- 赤い波止場
  - 作詞：中川洋一、作曲：鏑木創、唄：石原裕次郎（テイチクレコード）

## ロケ地
- 六甲ドライブウェイ
- 海員ホテル前
- 三宮駅など

## 倂映作品
- 『東京は恋人』: 井田探監督